# Un si grand amour
Pour les articles homonymes, voir No Greater Love.
Un si grand amour (titre original : No Greater Love) est un roman écrit par Danielle Steel, paru aux États-Unis en 1991 puis en France en 1992.

## Synopsis
En 1912, après avoir rendu visite à son oncle et sa tante en Angleterre, Edwina Winfield, ses parents, ses jeunes frères et sœurs et son fiancé, Charles, rentrent aux États-Unis à bord du voyage inaugural du Titanic. Lorsque le navire coule, le fiancé d'Edwina et ses parents meurent. Edwina et ses frères et sœurs sont sauvés et retournent chez eux à San Francisco, où Edwina se charge d'élever ses jeunes frères et sœurs. Certaines de ses amies veulent qu'Edwina passe à autre chose et trouve un nouveau fiancé. Ben, un avocat de famille, tombe amoureux d'elle mais Edwina ne veut pas se marier, seulement élever sa nouvelle famille.
Le père d'Edwina est propriétaire d'un journal, et Edwina l'aide à faire tourner le journal, attendant que son frère aîné, Philip, prenne la relève une fois ses études à Harvard terminés. Cependant, Philip s'engage dans l'armée pendant la Première Guerre mondiale et meurt au combat. Son frère cadet, George, essaie de l'aider mais ne s'intéresse pas au journal et finit par partir pour Hollywood, où il veut devenir producteur de cinéma. Edwina vend le journal et hérite de l'argent de sa tante en Angleterre. George trouve le succès à Hollywood et sa jeune sœur Alexis veut devenir une actrice de cinéma et s'enfuit avec un homme beaucoup plus âgé, en Angleterre. Edwina la suit, sur le bateau, elle tombe amoureuse d'un homme qui s'avère être un cousin de son fiancé Charles. Ils ont une courte histoire d'amour, mais il est  marié et ne peut pas divorcer parce qu'il est catholique. À son retour aux États-Unis, Edwina se rend compte qu'elle a tourné la page sur Charles et qu'elle peut aller de l'avant, et qu'elle est amoureuse de Sam, le beau-père de George, un producteur de cinéma.

## Adaptation
Le roman a servi de base à un téléfilm, No Greater Love (1996), avec Kelly Rutherford dans le rôle principal.

## Accueil
Publishers Weekly a qualifié le roman de « prévisible et sentimental ».